# 致前立陶宛大公國居民宣言

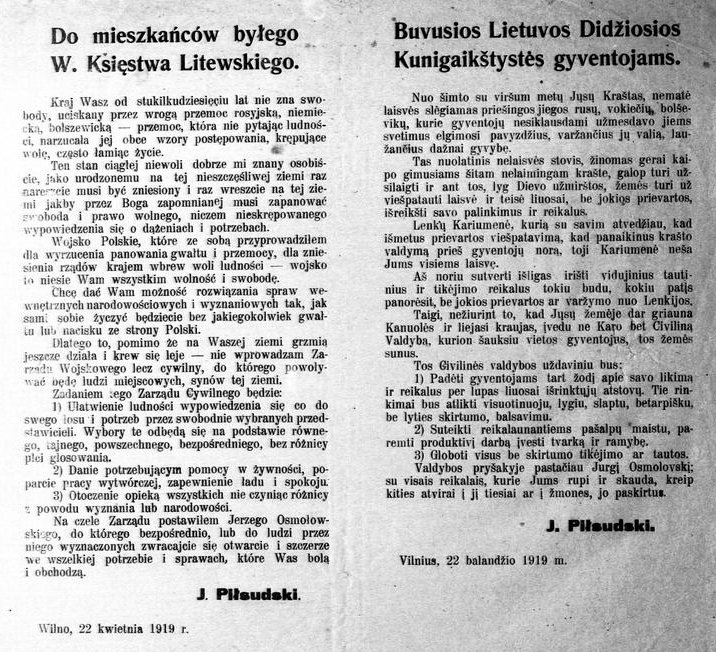
約瑟夫·畢蘇斯基擬定的波蘭－立陶宛雙語宣言，1919年4月22日於維爾紐斯散發。

〈總司令約瑟夫·畢蘇斯基致前立陶宛大公國居民宣言〉（波蘭語：Odezwa Naczelnego Wodza Józefa Piłsudskiego Do Mieszkańców Byłego Wielkiego Księstwa Litewskiego）是一份以波蘭語和立陶宛語雙語並列印刷，由波蘭軍隊總司令約瑟夫·畢蘇斯基擬定的宣言。波蘭軍隊在波蘇戰爭中攻佔維爾紐斯後，於1919年4月22日向維爾紐斯（維爾諾）市民散發這份宣言，展現畢蘇斯基的政治意圖，包括他構思中的「海間聯邦」藍圖。波蘭及立陶宛的民族主義者都批評這份宣言。
畢蘇斯基以雙語發布宣言，是為了呼籲立陶宛人與波蘭一同重建波蘭立陶宛聯邦。這份宣言的行文風格、政治思想及其戲劇化的轉折，都是畢蘇斯基的作風，表達他對亟欲解決的政治、軍事問題之立場。 畢蘇斯基在宣言中承諾，他將舉辦「以平等、秘密、普遍、直接、不分性別均可投票等原則為基礎的選舉」，並讓立陶宛人在「沒有任何波蘭武力或壓力干預的情況下，自行決定內部國族與宗教問題」。
畢蘇斯基這份宣言旨在向立陶宛人與各國外交官展現善意。它成功打動各國外交官，以「波蘭與布爾什維克獨裁政權作戰，自其手中解放其他國家」的形象，取代「波蘭征服者」的形象。但對於主張「維爾紐斯應由立陶宛人自主、獨立統治」的立陶宛人來說，這份宣言只是「波蘭帝國主義」的幌子。畢蘇斯基的宣言在波蘭政壇也引發許多爭論，因為該宣言未經波蘭國會眾議院辯論便逕行發布。這激怒許多反對畢蘇斯基「國家民族主義」的異議人士。波蘭人民黨的代表要求將维尔纽斯地区併入波蘭領土，甚至指控畢蘇斯基叛國。不過，畢蘇斯基在波蘭社會黨的支持者成功轉移焦點，讓波蘭政壇未再繼續追究此事。